# Hilary Page
Hilary "Harry" Fisher Page (født 20. august 1904, død 24. juni 1957) var en engelsk legetøjsmager og opfinder af selvlåsende byggeklodser, forløberen for legoklodser. Han grundlagde legetøjsfirmaet Kiddicraft.

## Tidligt liv
Hilary "Harry" Fisher Page blev født den 20. august 1904 i landsbyen Sanderstead (en) i Surrey, England (nu i den sydlige del af London). Han var det første barn af Samuel Fisher og Lillian Maude Page. Som barn lavede han trælegetøj og opfandt spil med hjælp fra sin far, der arbejdede med tømmerhandel.
Page gik på Shrewsbury School (en) fra 1918 til 1923, hvor han begyndte at vise evner for iværksætteri. Han var interesseret i fotografering og etablerede en virksomhed, der fremkaldte fotografier for andre elever. Efter sin skolegang arbejdede han i flere år ligesom sin far inden for tømmerhandel. Han giftede sig i 1929 med Norah Harris som var en mangeårig ven af familien. Parrets eneste datter blev født i 1932. Sammen med sin anden kone Oreline adopterede han to tvillingepiger i 1946.

## Kiddicraft
Page besluttede sammen med flere partnere at gå ind i legetøjsbranchen i 1932. Partnerne åbnede en lille legetøjsbutik ved navn Kiddicraft på Godstone Road i London-bydelen Purley (en) (på det tidspunkt i Surrey). Oprindeligt importerede Page trælegetøj fra Rusland, men begyndte senere at introducere sine egne designs. Page var blevet mere og mere utilfreds med at bruge træ som materiale til legetøj og var en tidlig fortaler for plastik som et sikkert og hygiejnisk alternativ. I 1936 begyndte han at fremstille Kiddicraft "Sensible" ("fornuftigt") legetøj ved hjælp af ny sprøjtestøbningsteknologi, og i 1937 blev disse solgt under mærket Bri-Plax af det nydannede firma British Plastic Toys Ltd. Blandt plastlegetøjet var Interlocking Building Cube ("sammenlåsende byggeterning"), som han fik et et britisk patent på i 1940.

### Den selvlåsende byggeklods
Efter anden verdenskrig designede og producerede Page Kiddicraft selvlåsende byggeklodser, der er blevet beskrevet som den "originale LEGO". Kiddicraft udgav en række byggesæt, som LEGO kopierede i både stil og indhold. Kiddicrafts selvlåsende klodser kunne stables på hinanden og blev holdt på plads af stifter i toppen. Senere fik klodserne også slidser på siden, så man kunne indsætte panellignende døre, vinduer eller kort. Page tog patent på det grundlæggende design, en 2 × 4 klods, i 1947. Det blev senere fulgt op af patenter på slidserne i siden (1949) og bundpladen (1952). Designene er udstillet på Brighton Toy and Model Museum (en).
Kiddicrafts selvlåsende byggklodssæt blev markedsført første gang i 1947. Som reklame byggede Page og hans familie store udstillingsmodeller til Earl's Court Toy Fair i 1947. Victoria and Albert Museum of Childhood (en) i London nævner klodserne som et af 1940'ernes "must-have" legetøj.

### LEGOs kopi
Ole Kirk Christiansen og hans søn Godtfred blev opmærksomme på Kiddicraft-klodsen efter at have undersøgt en prøve, og muligvis tegninger, som de havde fået af den britiske leverandør af den første sprøjtestøbemaskine, de havde købt. Ole Kirk Christiansen indså deres potentiale og kopierede Kiddicraft-klodsen, i 1949 markedsførte han sin egen version, "The Automatic Binding Brick", der blev til legoklodsen i 1953. LEGO anerkender Kiddicraft som oprindelsen af plastikklodserne på deres hjemmeside, og hævder desuden at da LEGO kontaktede Kiddicraft i slutningen af 1950'erne, havde Kiddicraft ingen indvendinger mod, at den danske virksomhed fremstillede klodserne; Lego købte til sidst rettighederne til Kiddicraft klodserne og varemærket fra Hilary Fisher Pages efterkommere i 1981. Virksomheden tilføjede senere rørformede strukturer under de fleste klodser for at få klodserne til at hænge bedre sammen.
British LEGO Ltd. blev oprettet i slutningen af 1959, og de første sæt blev solgt året efter, tre år efter Pages død. LEGO erhvervede til sidst de resterende rettighederne til Kiddicraft-klodsernes design fra Pages efterkommere i 1981 forud for retssager, som LEGO anlagde mod andet byggelegetøj af plastik lavet fra Tyco (en) og andre.

## Publikationer
Efter at have grundlagt Kiddicraft brugte Page flere år på at studere leg i den tidlige barndom. Han forskede ved at bruge tid på at lege med børn i forskellige børnehaver for at finde ud af deres interesser. Denne forskning kulminerede i 1938 med udgivelsen af hans bog med titlen Playtime in the First Five Years.

## Død
Plaget af presset på forretningen og af frygt for at hans virksomhed skulle kollapse begik Page selvmord den 24. juni 1957. I 1987 udtalte hans enke: "Han døde før Lego lancerede produktet i Storbritannien. Han kendte ikke til det."

## Posthum anerkendelse
Page blev anerkendt som en innovator inden for børneopdragelse og legetøjsdesign i 2007 med en Lifetime Achievement Award fra British Toy and Hobby Association.